# Équipe d'Italie de football à la Coupe des confédérations 2009
L'équipe d'Italie de football participe à sa 1re Coupe des confédérations lors de l'édition 2009 qui se tient en Afrique du Sud du 14 juin 2009 au 28 juin 2009. Elle se rend à la compétition en tant que vainqueur de la Coupe du monde 2006.
Les Italiens sont éliminés en phase de poule en terminant troisième du groupe B derrière le Brésil et les États-Unis.

## Résultats

### Phase de groupe
| Rang | Équipe     | Pts | J | G | N | P | Bp | Bc | Diff |
| ---- | ---------- | --- | - | - | - | - | -- | -- | ---- |
| 1    | Brésil     | 9   | 3 | 3 | 0 | 0 | 10 | 3  | +7   |
| 2    | États-Unis | 3   | 3 | 1 | 0 | 2 | 4  | 6  | -2   |
| 3    | Italie     | 3   | 3 | 1 | 0 | 2 | 3  | 5  | -2   |
| 4    | Égypte     | 3   | 3 | 1 | 0 | 2 | 4  | 7  | -3   |

| 15 juin 2009                      | États-Unis                     | 1 - 3 | Italie                         | Loftus Versfeld Stadium, Tshwane/Pretoria   |                                             |
| 20:00 · Historique des rencontres | Clark 33e · Donovan 41e (pen.) |       | Rossi 59e 90+3e · De Rossi 71e | Spectateurs : 34 341 Arbitrage : Pablo Pozo | Spectateurs : 34 341 Arbitrage : Pablo Pozo |
| 20:00 · Historique des rencontres | (Rapport)                      |       |                                | Spectateurs : 34 341 Arbitrage : Pablo Pozo | Spectateurs : 34 341 Arbitrage : Pablo Pozo |

| 18 juin 2009                      | Égypte    | 1 - 0 | Italie | Ellis Park Stadium, Johannesbourg               |                                                 |
| 20:00 · Historique des rencontres | Homos 40e |       |        | Spectateurs : 52 150 Arbitrage : Martin Hansson | Spectateurs : 52 150 Arbitrage : Martin Hansson |
| 20:00 · Historique des rencontres | (Rapport) |       |        | Spectateurs : 52 150 Arbitrage : Martin Hansson | Spectateurs : 52 150 Arbitrage : Martin Hansson |

| 21 juin 2009                      | Italie    | 0 - 3 | Brésil                                   | Loftus Versfeld Stadium, Tshwane/Pretoria         |                                                   |
| 20:00 · Historique des rencontres |           |       | Luís Fabiano 37e 43e · Dossena 45e (csc) | Spectateurs : 41 195 Arbitrage : Benito Archundia | Spectateurs : 41 195 Arbitrage : Benito Archundia |
| 20:00 · Historique des rencontres | (Rapport) |       |                                          | Spectateurs : 41 195 Arbitrage : Benito Archundia | Spectateurs : 41 195 Arbitrage : Benito Archundia |

## Effectif
La liste des 23 joueurs italiens est donnée le 4 juin 2009. Statistiques arrêtées le 29 juin 2009.
| Numéro / Nom       | Numéro / Nom         | Equipe actuelle    | Sél.            | Date de naissance | J.              |                 |                 |                 |                 |
| Gardiens de but    | Gardiens de but      | Gardiens de but    | Gardiens de but | Gardiens de but   | Gardiens de but | Gardiens de but | Gardiens de but | Gardiens de but | Gardiens de but |
| ------------------ | -------------------- | ------------------ | --------------- | ----------------- | --------------- | --------------- | --------------- | --------------- | --------------- |
| 14                 | Marco Amelia         | US Palerme         | 9 (0)           | 2 avril 1982      | 0               | 0               | 0               | 0               | 0               |
| 1                  | Gianluigi Buffon     | Juventus de Turin  | 95 (0)          | 28 janvier 1978   | 3               | 0               | 0               | 0               | 0               |
| 12                 | Morgan De Sanctis    | Galatasaray SK     | 3 (0)           | 26 mars 1977      | 0               | 0               | 0               | 0               | 0               |
| Défenseurs         |                      |                    |                 |                   |                 |                 |                 |                 |                 |
| 5                  | Fabio Cannavaro      | Juventus de Turin  | 126 (2)         | 13 septembre 1973 | 2               | 0               | 0               | 0               | 0               |
| 22                 | Giorgio Chiellini    | Juventus de Turin  | 21 (1)          | 14 août 1984      | 3               | 0               | 1               | 0               | 0               |
| 13                 | Andrea Dossena       | Liverpool          | 10 (0)          | 11 septembre 1981 | 1               | 0               | 1               | 0               | 0               |
| 3                  | Alessandro Gamberini | AC Fiorentina      | 68 (0)          | 27 août 1981      | 0               | 0               | 0               | 0               | 0               |
| 3                  | Fabio Grosso         | Olympique lyonnais | 44 (3)          | 28 novembre 1977  | 2               | 0               | 1               | 0               | 0               |
| 6                  | Nicola Legrottaglie  | Juventus de Turin  | 14 (1)          | 20 octobre 1976   | 1               | 0               | 1               | 0               | 0               |
| 2                  | Davide Santon        | Inter Milan        | 2 (0)           | 2 janvier 1991    | 0               | 0               | 0               | 0               | 0               |
| 19                 | Gianluca Zambrotta   | AC Milan           | 87 (2)          | 19 février 1977   | 3               | 0               | 0               | 0               | 0               |
| Milieux de terrain |                      |                    |                 |                   |                 |                 |                 |                 |                 |
| 16                 | Mauro Camoranesi     | Juventus de Turin  | 46 (4)          | 4 octobre 1976    | 2               | 0               | 0               | 0               | 0               |
| 10                 | Daniele De Rossi     | AS Rome            | 48 (8)          | 24 juillet 1983   | 3               | 1               | 0               | 0               | 0               |
| 8                  | Gennaro Gattuso      | AC Milan           | 69 (1)          | 9 janvier 1978    | 2               | 0               | 0               | 0               | 0               |
| 20                 | Riccardo Montolivo   | AC Fiorentina      | 9 (0)           | 18 janvier 1985   | 3               | 0               | 0               | 0               | 0               |
| 18                 | Angelo Palombo       | Sampdoria Gênes    | 10 (0)          | 25 septembre 1981 | 0               | 0               | 0               | 0               | 0               |
| 21                 | Andrea Pirlo         | AC Milan           | 59 (8)          | 19 mai 1979       | 3               | 0               | 0               | 0               | 0               |
| Attaquants         |                      |                    |                 |                   |                 |                 |                 |                 |                 |
| 11                 | Alberto Gilardino    | AC Fiorentina      | 34 (12)         | 5 juillet 1982    | 2               | 0               | 0               | 0               | 0               |
| 15                 | Vincenzo Iaquinta    | Juventus de Turin  | 31 (4)          | 21 novembre 1979  | 3               | 0               | 0               | 0               | 0               |
| 7                  | Simone Pepe          | Udinese Calcio     | 9 (0)           | 30 août 1983      | 2               | 0               | 0               | 0               | 0               |
| 23                 | Fabio Quagliarella   | SSC Naples         | 14 (3)          | 31 janvier 1983   | 1               | 0               | 0               | 0               | 0               |
| 17                 | Giuseppe Rossi       | Villarreal CF      | 6 (3)           | 1er février 1987  | 3               | 2               | 0               | 0               | 0               |
| 9                  | Luca Toni            | Bayern Munich      | 47 (16)         | 26 mai 1977       | 3               | 0               | 0               | 0               | 0               |
| Sélectionneur      |                      |                    |                 |                   |                 |                 |                 |                 |                 |
|                    | Marcello Lippi       |                    | 11 avril 1948   |                   |                 |                 |                 |                 |                 |

## Navigation